# Јован Белић
Јован Белић (Ваљево, 1909 — Београд, 1997) био је српски и југословенски инжењер агрономије, професор Пољопривредног факултета у Београду и члан Српске академије наука и уметности.

## Биографија
Рођен је 23. новембра 1909. године у Ваљеву, где му се отац Eмило, официр, затекао на служби. Завршио је Трећу мушку гимназију у Београду, 1928. године.
Године 1932. године је дипломирао на тадашњем Пољопривредно-шумарском факултету у Земуну (касније подељен на Пољопривредни и Шумарски), а 1937. године је докторирао. Од 1934. је почео да ради као асистент на Пољопривредно-шумарском факултету. Од 1940. године је био доцент, 1947. постаје ванредни, а 1954. редовни професор на Пољопривредном факултету. Од 1944. године је био шеф Катедре за зоотехнику, а 1957-1958. године декан факултета. Пензионисан је 1975. године.
За дописног члана Српске академије наука и уметности (САНУ) изабран је 1957, а за редовног 1965. године. Био је секретар Одељења за Природно-математичке науке, од 1974. до 1981. године, а од 1985. до смрти члан Председништва САНУ.
Од 1989. године је био члан Француске пољопривредне академије.
Објавио је око 120 научних и стручних радова из области зоотехнике, од којих су најзначајнији радови из области стварања нових раса свиња у нашим условима одгајања.
За свој рад одликован је Орденом рада са црвеном заставом, а 1966. године је добио Седмојулску награду. Био је и почасни члан Савеза инжењера и техничара Југославије.
Умро је 6. октобра 1997. године у Београду.
Његов отац и један стриц (близанац његовог оца) су Емило и Владимир Белић, генерали (обојица умрла током Другог светског рата), а други, годину дана старији, стриц је Александар Белић, лингвиста и дугогодишњи председник Српске академије наука и уметности.